# الصمت الطويل
الصمت الطويل هو فيلم من نوع دراما أُصدر في 1993. الفيلم من إخراج مارغريث فون تروتا، أما السيناريو فكان من كتابة Felice Laudadio ‏.

## طاقم التمثيل
- اليدا فالي
- اجنيس نانو
- Ottavia Piccolo [الإنجليزية]‏
- باولو جراتسيوسي
- ايفانو ماريسسوتتا
- انطونيلا عتيلي
- كارلا غرافينا
- جوليانو مونتالدو
- جاك بيرين

## الإنتاج
موسيقى الفيلم التصويرية كانت من تأليف إنيو موريكوني.

## وصلات خارجية
- الصمت الطويل على موقع IMDb (الإنجليزية)
- الصمت الطويل على موقع ألو سيني (الفرنسية)
- الصمت الطويل على موقع Turner Classic Movies (الإنجليزية)
- الصمت الطويل على موقع أول موفي (الإنجليزية)
- الصمت الطويل على موقع فيلمافينيتي (الإسبانية)
- الصمت الطويل على موقع قاعدة بيانات الأفلام السويدية (السويدية)
- الصمت الطويل على موقع قاعدة بيانات الفيلم (الإنجليزية)
- الصمت الطويل على موقع ليتربوكسد (الإنجليزية)
- الصمت الطويل على موقع كينوبويسك (الروسية)